# Stanisław Wojciechowski (szachista)
Stanisław Jewgienjewicz Wojciechowski, ros. Станислав Евгеньевич Войцеховский (ur. 6 sierpnia 1964) – rosyjski szachista, arcymistrz od 1999 roku.

## Kariera szachowa
Pierwsze znaczące indywidualne sukcesy zaczął odnosić w drugiej połowie lat 90. XX wieku. W 1997 r. zwyciężył (wspólnie z Władimirem Małaniukiem, Aleksandrem Waulinem i Pawłem Kocurem) w jednym z eliminacyjnych turniejów Pucharu Rosji, rozegranym w Smoleńsku, natomiast w 1998 r. powtórzył to osiągnięcie (wspólnie z Walerijem Filippowem, Jurijem Bałaszowem, Maksimem Turowem i Andriejem Charłowem) w kolejnym turnieju tego cyklu, w Niżnym Nowogrodzie, zajął również II m. (za Siergiejem Wołkowem) w półfinale indywidualnych mistrzostw Rosji w Kstowie oraz podzielił III m. (za Rusłanem Szczerbakowem i Siergiejem Wołkowem, wspólnie z Jurijem Szulmanem, Igorem Zacharewiczem, Andriejem Charłowem i Aleksandrem Gołoszczapowem) w memoriale Michaiła Czigorina w Sankt Petersburgu. W 1999 r. podzielił I m. (wspólnie z m.in. Jewgienijem Najerem, Aleksandrem Lastinem i Władimirem Burmakinem) w kolejnym turnieju eliminacyjnym Pucharu Rosji w Tuli, a w finałowym turnieju tych rozgrywek w Jekaterynburgu zajął II m. (za Pawłem Kocurem). W 2001 r. zwyciężył (wspólnie z Jewgienijem Glejzerowem i Michałem Krasenkowem) w memoriale Emanuela Laskera w Barlinku oraz samodzielnie w Pucharze Bałtyku w Mielnie.
W latach 2002, 2003, 2004, 2006 i 2008 wielokrotnie zwyciężał w regionalnych turniejach w Niżnym Nowogrodzie. W 2003 r. podzielił II m. (za Aleksiejem Korniewem, wspólnie z m.in. Jewgienijem Szaposznikowem, Igorem Łucko i Jewgienijem Glejzerowem) w Kałudze, natomiast w 2004 r. zwyciężył (wspólnie z m.in. Jewgienijem Kalieginem, Walerijem Popowem i Aleksandrem Riazancewem) w Woroneżu oraz samodzielnie w Kstowie. W 2005 r. ponownie zajął I m. w Kstowie, zwyciężył również w Czelabińsku. W 2006 r. podzielił II m. w Samarze (za Jewgienijem Szaposznikowem), wspólnie z m.in. Aleksiejem Iljuszynem i Walerijem Jandiemirowem) oraz we Włodzimierzu nad Klaźmą (za Andriejem Ryczagowem, wspólnie z Giennadijem Tunikiem i Dmitrijem Kriawkinem), zwyciężył również (wspólnie z Jewgienijem Szaposznikowem) w Kałudze. W 2007 r. dwukrotnie podzielił II m. w Kazaniu i Kałudze (w obu przypadkach za Farruchem Amonatowem), natomiast w 2008 r. odniósł samodzielne zwycięstwo w Kałudze.
Najwyższy ranking w dotychczasowej karierze osiągnął 1 stycznia 1999 r., z wynikiem 2558 punktów dzielił wówczas 40-42. miejsce (z Alisą Gallamową-Iwanczuk i Aleksandrem Lastinem) wśród rosyjskich szachistów.